# Müllerova vila
Müllerova vila (též Loosova vila) je luxusní funkcionalistická vila v Praze 6-Střešovicích. Objekt ze 20. let 20. století se nachází v ulici Nad Hradním vodojemem 14, čp. 642, která bývá chybně lokalizována na Ořechovku. Je zapsána v katalogu moderní architektury Iconic Houses, která sdružuje mimořádná díla světových architektů, architektonicky významné domy, domy umělců a ateliéry z 20. století přístupné veřejnosti jako domovní muzea.
Dne 31. 1. 2025 bude vila na několik měsíců uzavřena z důvodu rekonstrukce.

## Historie

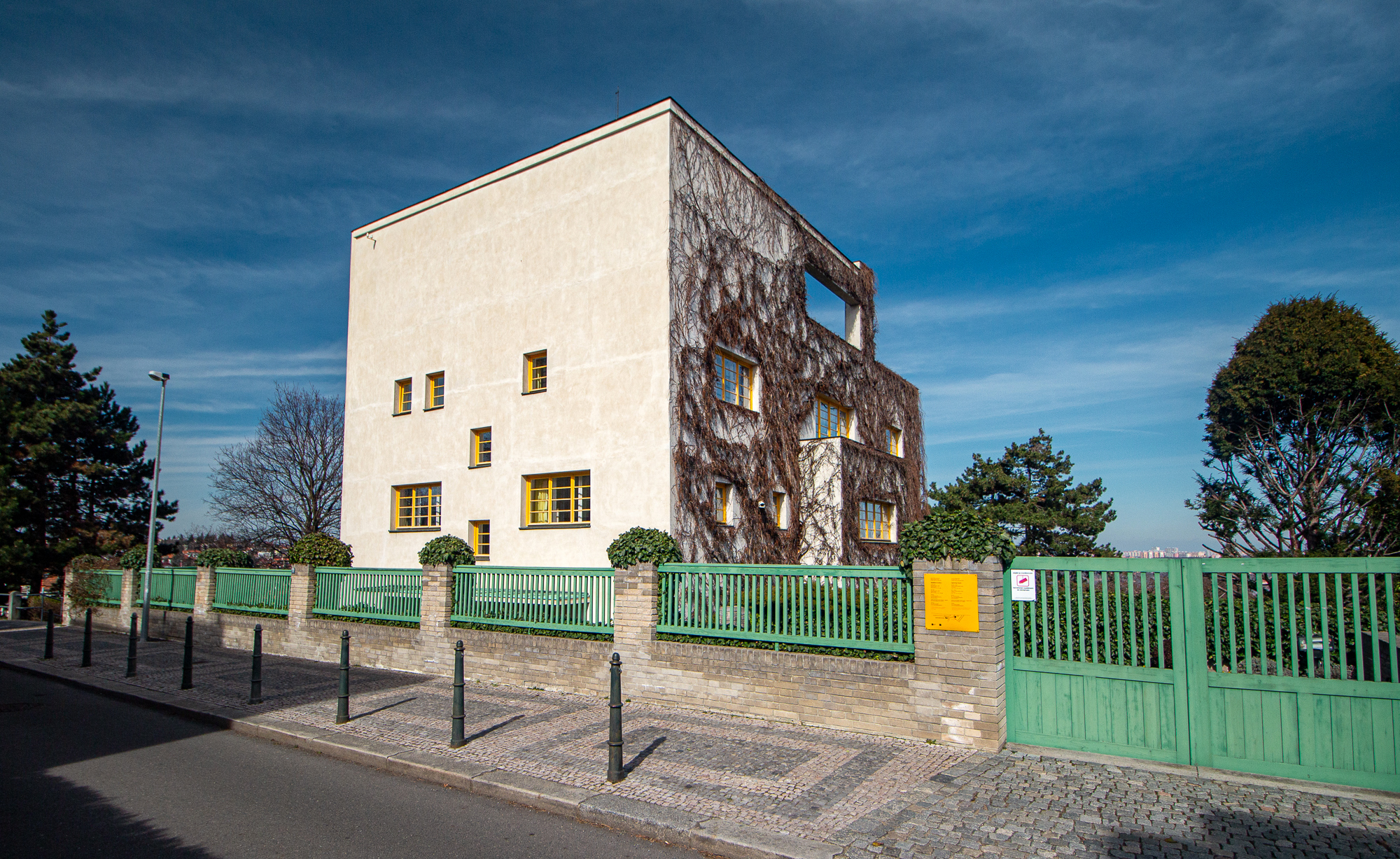
Celkový pohled od jihovýchodu, východní část porostlá popínavými rostlinami, 2024

Vilu si nechal v letech 1928–1930 postavit František Müller, ředitel stavební firmy Müller a Kapsa od architektů Adolfa Loose a stavitele Karla Lhoty. Ve stejné době Ludwig Mies van der Rohe stavěl v Brně vilu Tugendhat. 
Na vile jsou uplatněny nejen funkcionalistické myšlenky, ale především teorie raumplanu. Což znamená, že prostor není členěn do jednotlivých pater, ale do místností o různé výšce a velikosti podle jejího účelu. Celý prostor se přesto prolíná i v různých úrovních. Jako materiál byl zvolen železobetonový skelet.
Po komunistickém převratu v roce 1948 byl dům znárodněn a vdově po Františku Müllerovi (1890–1951) byly ponechány k užívání jen dvě místnosti – v ostatních sídlily různé státní instituce jako Státní pedagogické nakladatelství. Milada Müllerová se snažila zachovat co nejvíce z uměleckých sbírek a nábytku – co nerozdala přátelům, to alespoň prodala a díky tomu se po pádu režimu většina z nich na původní místo vrátila.
Po sametové revoluci vilu od dědiců odkoupilo hlavní město Praha a dalo ji podle dochovaných fotografií co nejvěrněji zrekonstruovat a zpřístupnit veřejnosti. Dne 30. června 1995 převzalo vilu do správy Muzeum hlavního města Prahy, restaurace byla dokončena v roce 2000. Celá rekonstrukce stála 47 000 000 Kč.

## Stenogram rozhovoru s Adolfem Loosem
„Moje architektura vůbec není koncipována v plánech, nýbrž v prostorech (kubusech). Nenavrhuji žádné půdorysy, fasády, řezy. Navrhuji prostory. U mne neexistuje žádné přízemí, první patro apod… U mne jde pouze o související kontinuální prostory, pokoje, předsíně, terasy atd. Patra se prolínají a prostory na sebe navazují. Každý prostor potřebuje jinou výšku: jídelna je přece vyšší než spíž, proto jsou stropy prokládány v různých úrovních. Spojit tyto prostory tak, aby výstup a sestup byl nejen nepozorovatelný, ale zároveň aby byl i účelný, v tom spočívá, jak vidím, pro ostatní velké tajemství, zatímco pro mne je to velká samozřejmost. Domnívám se tedy, vraceje se k vaší otázce, že toto prostorové působení a tuto prostorovou úspornost se mi doposud nejlépe podařilo uskutečnit právě v domě Dr. Müllera.“ Adolf Loos, Plzeň 1930

## Maketa dřevěného domu
V areálu Národního technického muzea má v roce 2020 začít vznikat maketa domu v měřítku 1 : 1 – celodřevěná stavba podle dochovaných plánů architekta Adolfa Loose. Dřevěný dům navrhl architekt pro Evu, dceru Františka a Milady Müllerových (obyvatel pražské Müllerovy vily). Maketa bude realizována studenty Ústavu památkové péče Fakulty architektury ČVUT pod vedením pedagoga Václava Girsy. Maketa domu bez podsklepení má v přízemí obsahovat obývací pokoj a kuchyň a v patře dvojici malých ložnic a koupelnu. Celý projekt má být otevřen veřejnosti v polovině roku 2021.

## Galerie

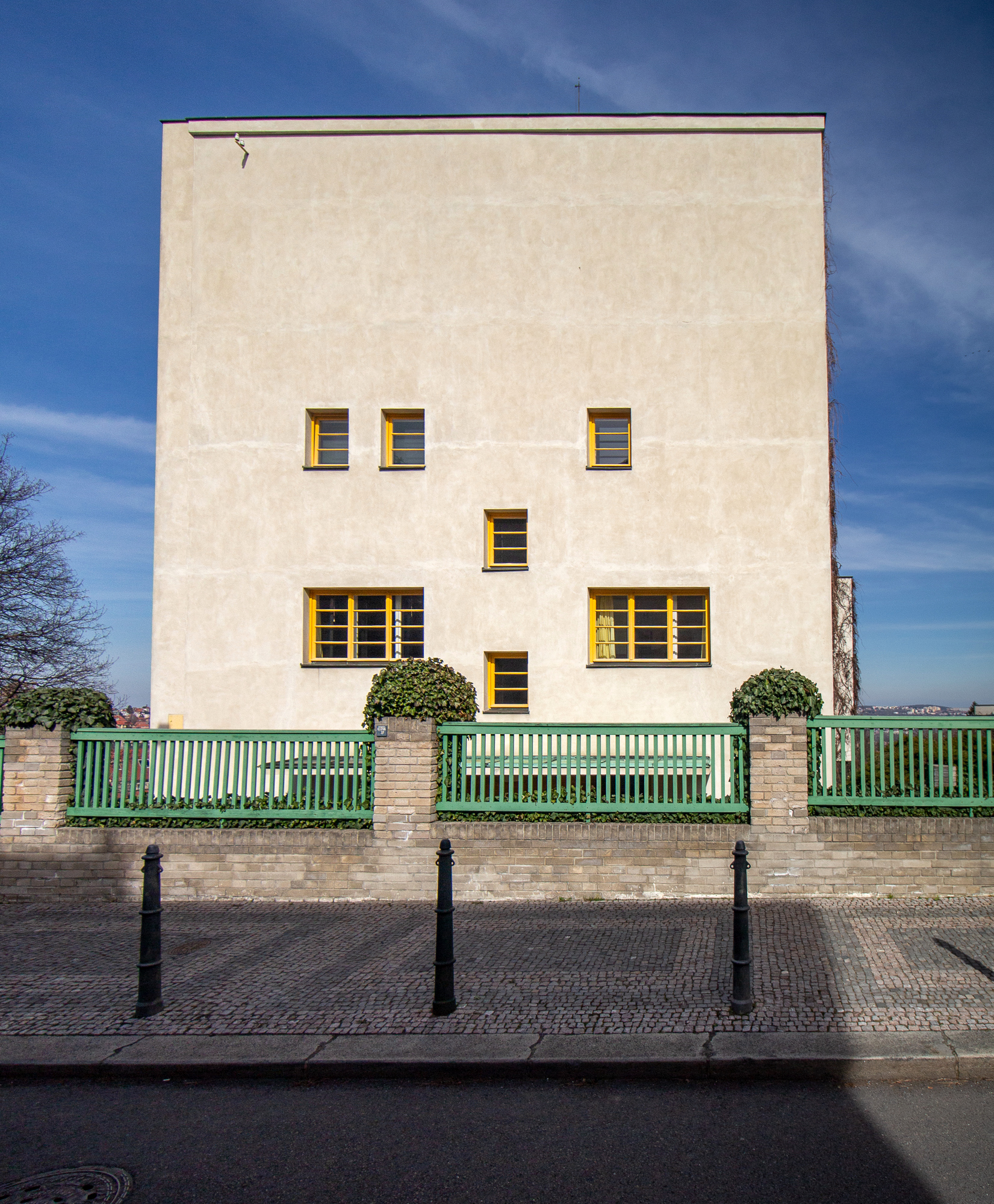
pohled od jihu
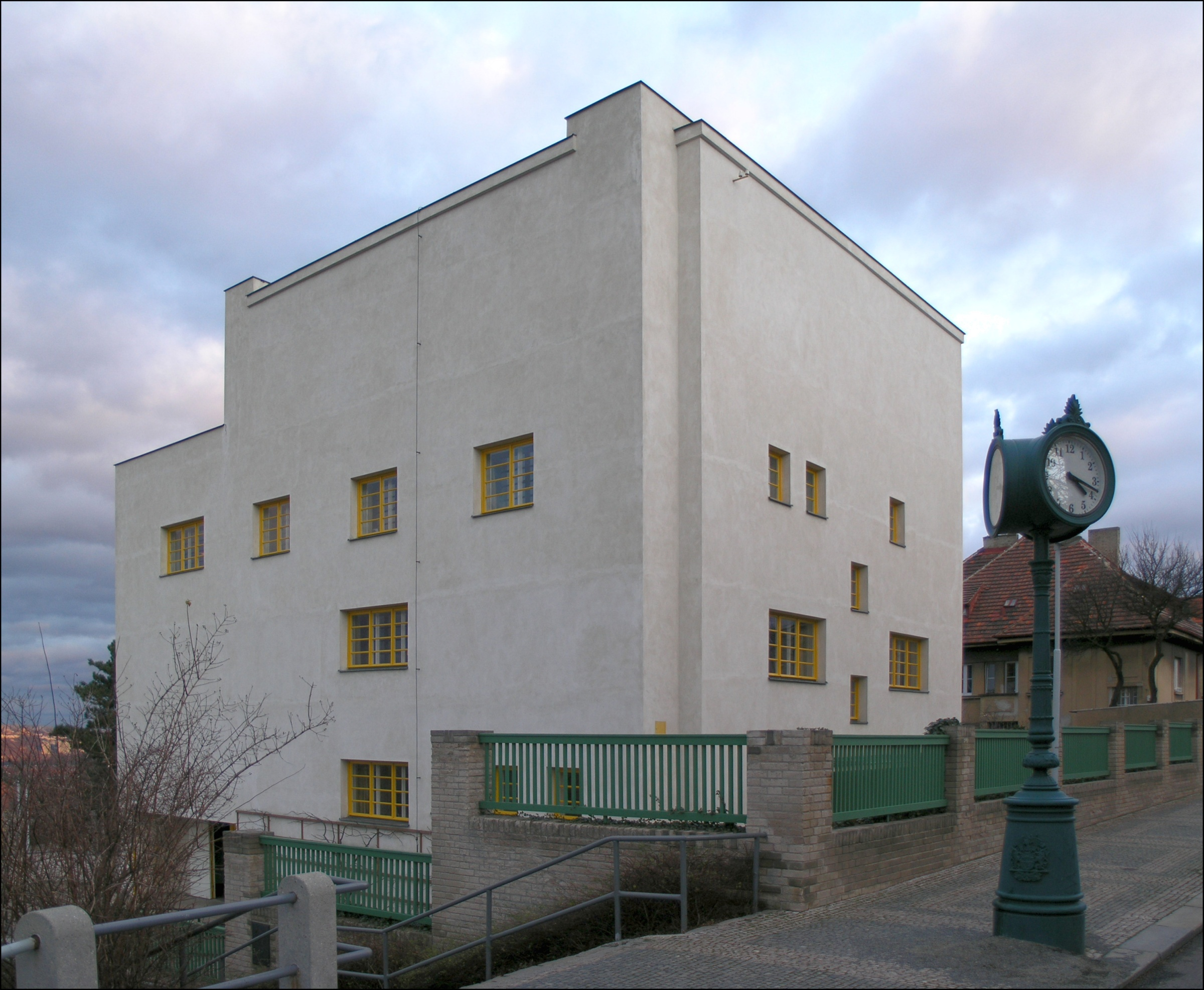
pohled od západu
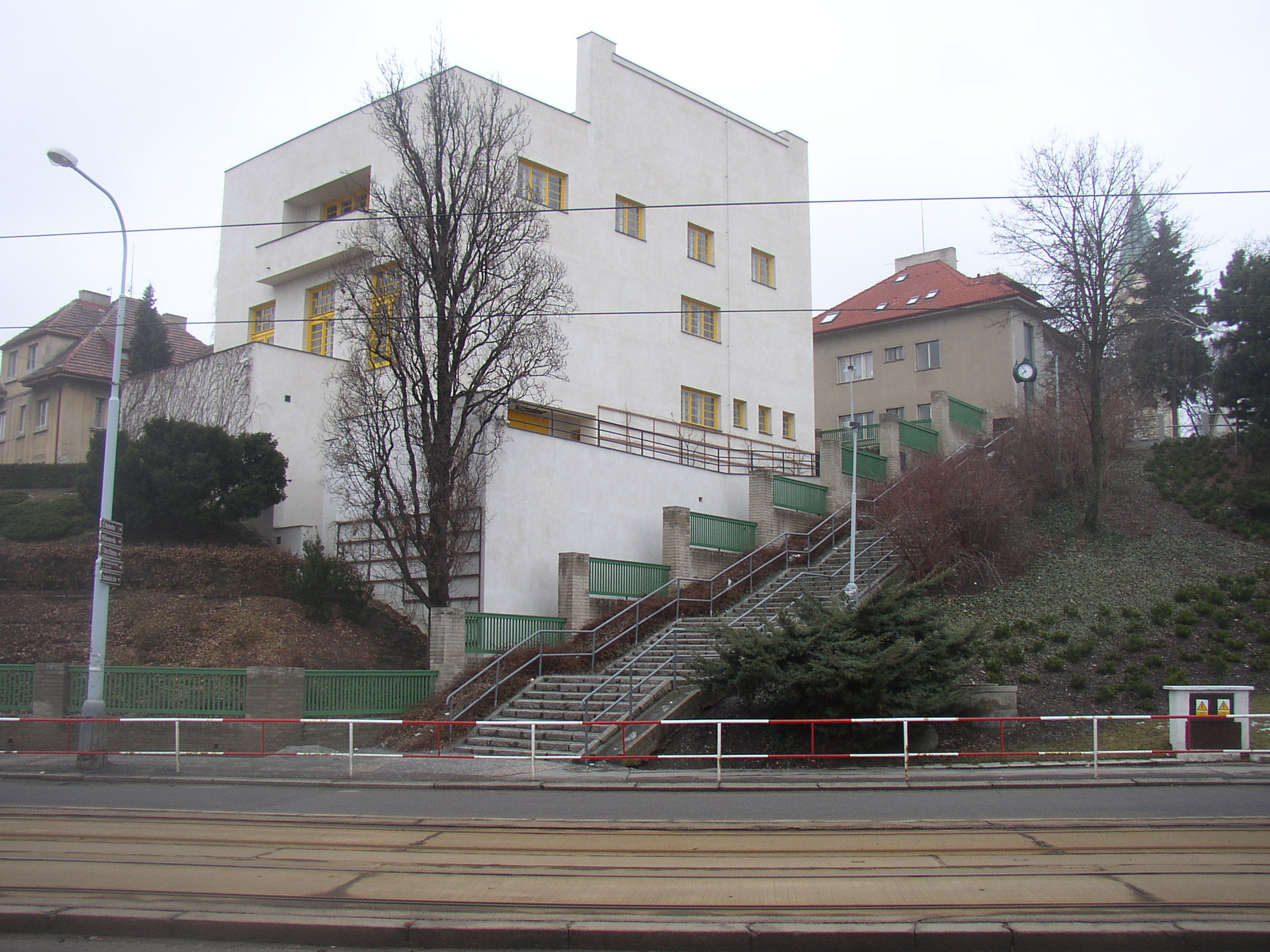
pohled od severu
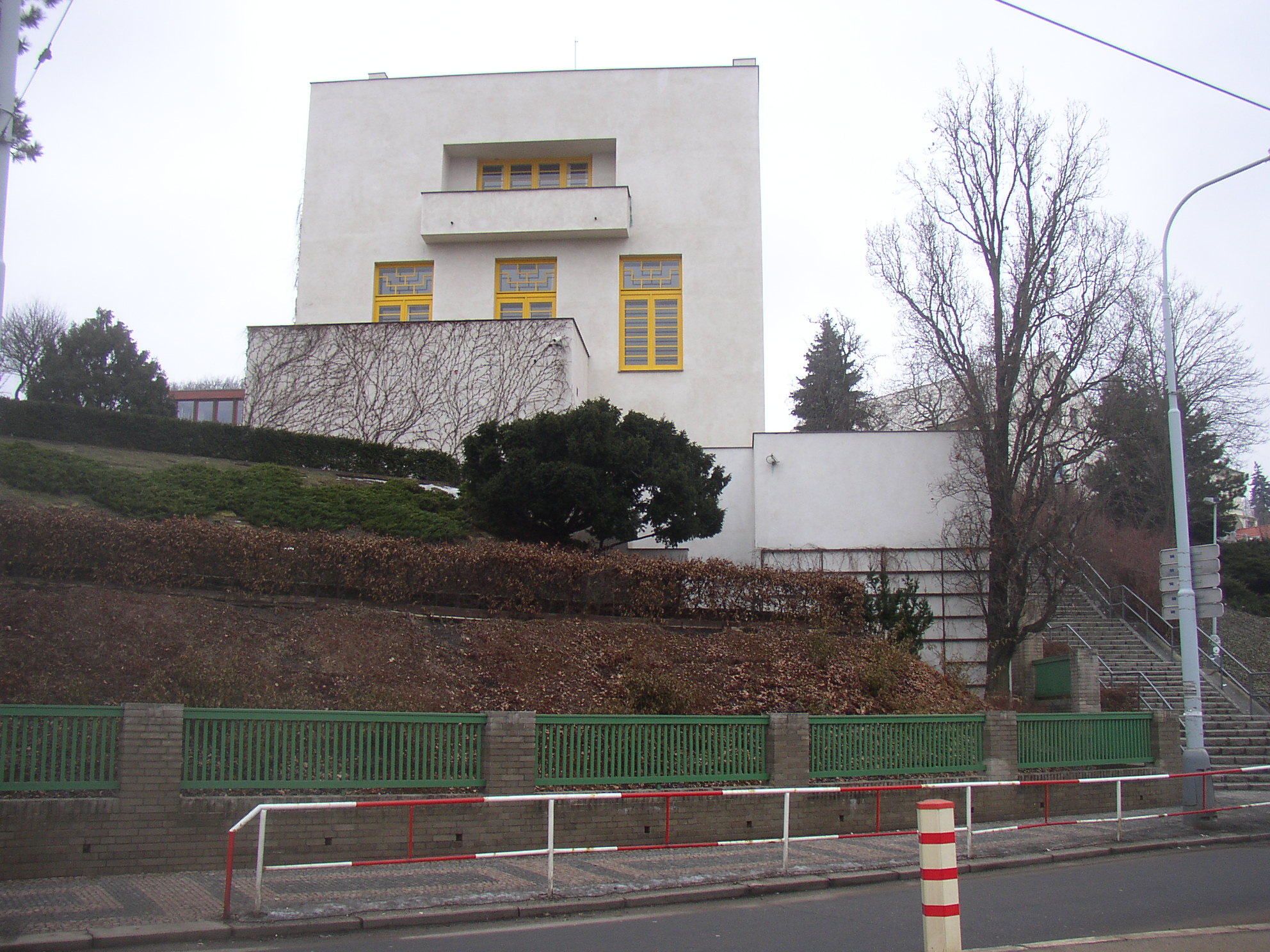
pohled od severozápadu
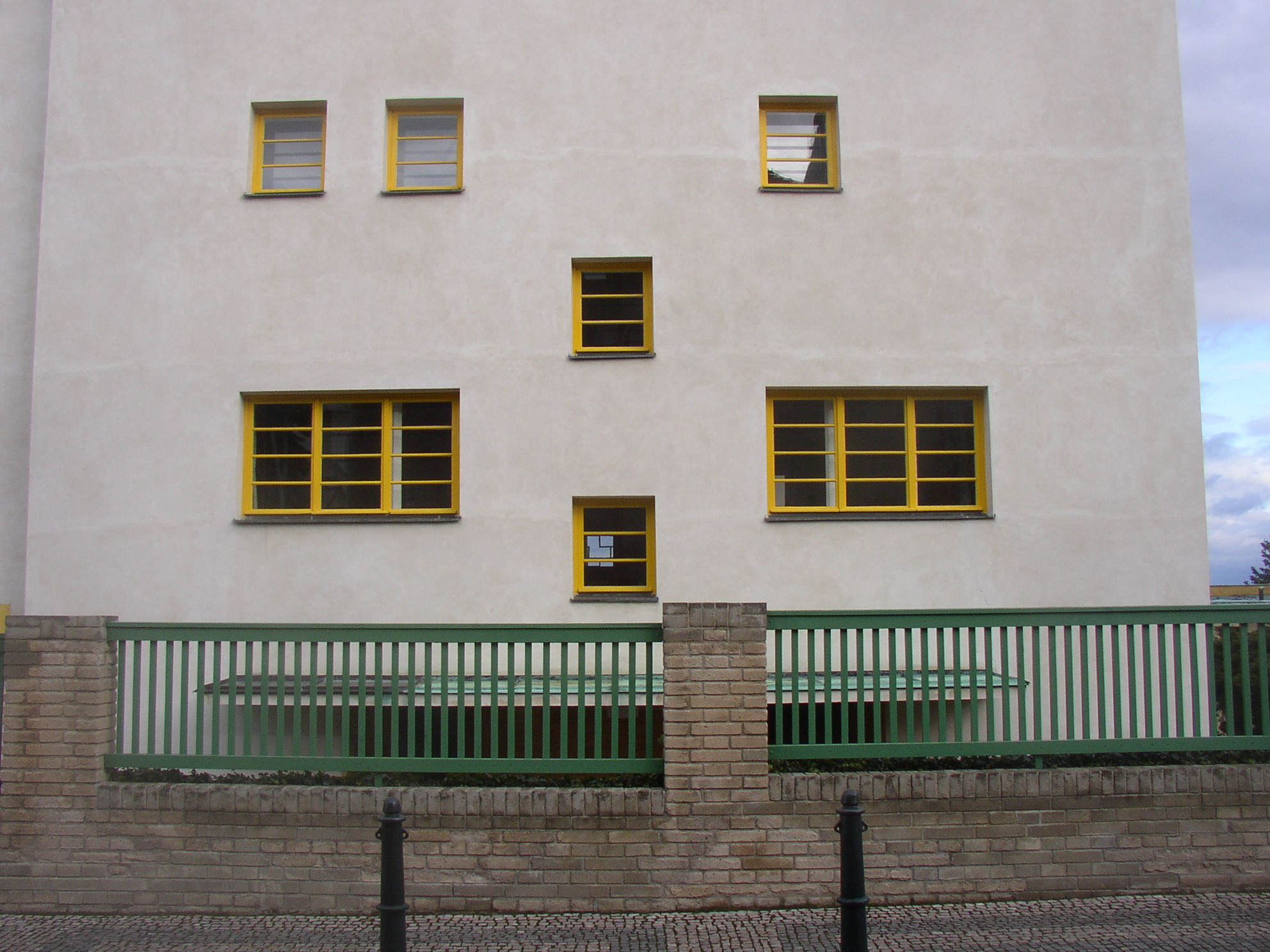
detail jihozápadní stěny